# 553532 Alfiejohnpercy
553532 Alfiejohnpercy este o planetă minoră (asteroid) din centura de asteroizi. A fost descoperită pe 23 septembrie 2011 la  de Norman Falla⁠(d). 
Obiectul prezintă o orbită caracterizată de o semiaxă mare de 2,3904600468052 UAi, o excentricitate de 0,16606168433168, o înclinație de 3,6859086769828 ° în raport cu ecliptica.